# Peltis ciliata
Peltis ciliata là một loài bọ cánh cứng trong họ Trogossitidae. Loài này được Murray miêu tả khoa học năm 1867.